# Deutsch-osttimoresische Beziehungen
Die Staaten Deutschland und Osttimor unterhalten problemlose Beziehungen.

## Geschichte

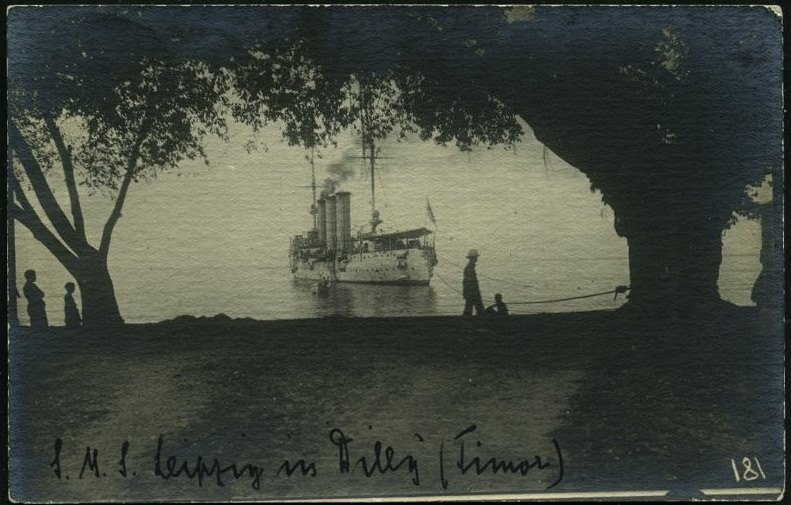
Die Leipzig ankerte vom 7. bis 10. Januar 1914 in Dili

Osttimor war 500 Jahre lang als Portugiesisch-Timor Teil des portugiesischen Weltreichs. Im 19. Jahrhundert gab es Gerüchte, dass Russland und Deutschland eine Kohlestation in Portugiesisch-Timor einrichten wollten, beziehungsweise, dass die Kolonie gegen die Anerkennung portugiesischer Ansprüche in Afrika mit Deutschland, Frankreich oder Großbritannien getauscht werden könnte. Tatsächlich vereinbarten am 30. August 1898 Deutschland und Großbritannien im Angola-Vertrag eine gemeinsame Anleihe für das hochverschuldete Portugal, für welche die portugiesischen Kolonien als Pfand vorgesehen waren. Im Falle einer Zahlungsunfähigkeit, wäre Portugiesisch-Timor an Deutschland gefallen. Bereits 1899 wurde der Vertrag aber durch die Verlängerung der britischen Schutzgarantie für Portugal und all seine Besitzungen unterlaufen. Vom 7. bis 10. Januar 1914 war die Leipzig zu Besuch in Dili. Bei Ausbruch des Ersten Weltkrieges war Portugal zunächst neutral. Im August 1914 tauchte vor der Ostspitze Timors der deutsche Kreuzer Emden auf. Gouverneur Filomeno da Câmara de Melo Cabral reagierte ziemlich angriffslustig und ließ den Chef des Postens von Tutuala an Bord der Emden gehen. Dieser wies die Emden an, dass sie sofort die portugiesischen Gewässer verlassen sollte. Im April 1916 erfuhr man, dass sich deutsche Kriegsschiffe in Niederländisch-Indien befanden. Daraufhin wurde das Kanonenboot Pátria von Macau nach Timor geschickt.
Einige deutsche Geologen besuchten Portugiesisch-Timor, so Arthur Wichmann (1888–1889), der unter anderem vom Schlammvulkan von Raitahu berichtete. 1909 und 1911 besuchten unter Führung des Geologen Johannes Wanner zwei deutsche Expeditionen die Insel Timor.
1975 besetzte Indonesien das Territorium und annektierte es völkerrechtswidrig, was zu einem Guerillakrieg führte. Deutschland hielt sich, wie die meisten Staaten der Welt, mit Kritik an Indonesien zurück. Es gab keine Sanktionen, auch bei den Waffenverkäufen an Indonesien nicht. Nur manchmal rügte Deutschland die Menschenrechtsverletzungen in Osttimor, ohne Konsequenzen daraus zu ziehen. Im Februar 1993 gab Bundeskanzler Helmut Kohl (CDU) bei seinem Besuch in Indonesien bekannt, dass man 39 Kriegsschiffe aus den Beständen der ostdeutschen Marine an Indonesien verkaufen wolle. Die Schiffe lagen zu diesem Zeitpunkt im Marinehafen Peenemünde. Am 29. Mai demonstrierten einige hundert Personen aus der ostdeutschen Friedensbewegung und Aktivisten von Watch Indonesia! gegen den geplanten Verkauf, mit Verweis auf den Osttimorkonflikt. Die Demonstranten drangen in den Hafen ein und besetzten vier Korvetten und ein Landungsboot. Sie hängten Banner und Protestschilder auf. Nachts wurden die Demonstranten von der Polizei abgeführt, bis auf sieben, die sich in einem Schiff eingeschlossen hatten. Nach zwei Tagen Verhandlungen kamen die Demonstranten raus, bevor die Polizei die Tür aufgebrochen hätte.

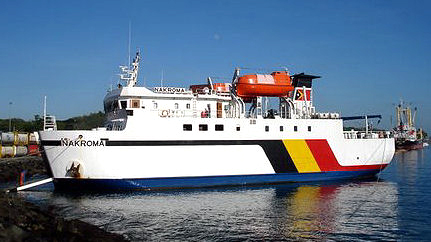
Die Berlin Nakroma

Als Präsident Suharto 1995 die Hannover-Messe und andere Städte in Deutschland besuchte, wurde er von kleineren Protesten, unter anderem von Amnesty International, begleitet. Der Stadtrat von Weimar erklärte Suharto zur unerwünschten Person. In Dresden verwehrte man ihm einen Eintrag in das Goldene Buch der Stadt, bewarf ihn mit Flugblättern und hinderte sein Fahrzeug an der Weiterfahrt. Suharto bevollmächtigte Angehörige des indonesischen Geheimdienstes, in Deutschland zu ermitteln, wer für diese Demonstrationen verantwortlich gemacht werden könnte. Diese Ermittlungen zielten hauptsächlich auf Osttimoresen, die in Deutschland lebten, aber auch auf Sri-Bintang Pamungkas, Mitglied der PPP und des indonesischen Parlamentes, der sich zur selben Zeit in Deutschland aufhielt. Auch wenn die damalige Bundesregierung unter Helmut Kohl die Menschenrechtsverletzungen bei ihren Treffen mit Suharto ansprach, war sie doch ein Befürworter der wirtschaftlichen Zusammenarbeit zwischen Indonesien und Deutschland. Menschenrechtsorganisationen kritisierten vor allem den Export von deutschen U-Booten und Hubschraubern vom Typ Bo 105 nach Indonesien. Auch stellte sich Deutschland zusammen mit der ebenfalls konservativen Regierung des Vereinigten Königreichs unter John Major gegen Bestrebungen der Republik Irland, während ihrer EU-Ratspräsidentschaft in der zweiten Hälfte von 1996 den Osttimorkonflikt auf die Agenda der Europäischen Union zu bringen.
Nach dem Rücktritt von Indonesiens Diktator Suharto 1998 griff die rot-grüne Bundesregierung im Rahmen ihrer EU-Ratspräsidentschaft in der ersten Hälfte von 1999 das Thema Osttimor auf. In Resolutionen der EU forderte man die Freilassung des osttimoresischen Freiheitskämpfers Xanana Gusmão und die Entwaffnung der pro-indonesischen Milizen. Maßnahmen, diese Forderungen durchzusetzen, wurden nicht getroffen. Solange Osttimor nicht in den Schlagzeilen war, sah man keinen Bedarf von Seiten der Bundesregierung tätig zu werden. An der UNAMET beteiligte man sich über die EU in kleinem Maße finanziell und bot nur fünf Polizeibeamte an. Nach dem Ausbruch der indonesischen Gewalt nach dem Unabhängigkeitsreferendum in Osttimor 1999 forderte als erstes Regierungsmitglied am 8. September die Entwicklungsministerin Heidemarie Wieczorek-Zeul (SPD) den sofortigen Einsatz einer Friedenstruppe. Zuvor hatten sich schon mehrfach Menschenrechtsorganisationen und die Kirchen an die Regierung und Abgeordnete gewandt, um Unterstützung für Osttimor zu erhalten. Außenminister Joschka Fischer (Grüne) erklärte am 8. September, Indonesien müsse jetzt gegen den Massenterror handeln oder eine Friedensmission zulassen. Michael Steiner, außenpolitischer Sprecher von Kanzler Gerhard Schröder (SPD) hielt den Einsatz einer Friedenstruppe noch für verfrüht. Zunächst ginge es darum, Indonesien aus seinen Verpflichtungen nicht zu entlassen.

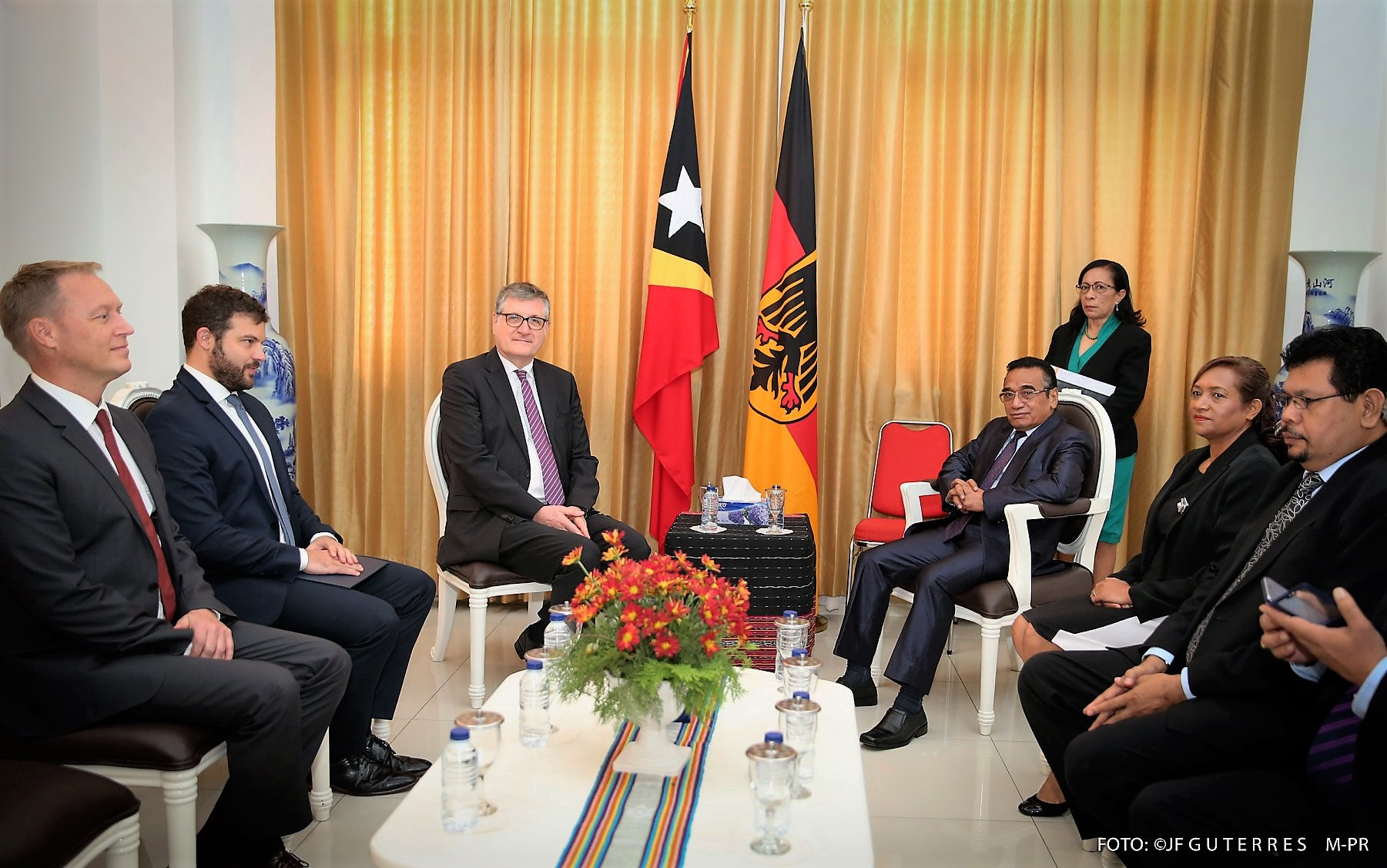
Der deutsche Botschafter Peter Schoof und Osttimors Präsident Francisco Guterres

Zusammen mit einer Reihe anderer Länder unterstützt die Bundesrepublik Osttimor ab der UN-Übergangsverwaltung 1999 beim Aufbau. Deutschland beteiligte sich auch an den Internationalen Streitkräften Osttimor (INTERFET). Am 7. Oktober 1999 billigte der Bundestag die Entsendung eines Sanitätskontingents mit bis zu 100 Soldaten in das australische Darwin. Verteidigungsminister Rudolf Scharping entsandte das Deutsche Luftwaffenkontingent (DtLwKtg) nach Osttimor. Die Luftwaffe stationierte in Darwin zwei Transportmaschinen vom Typ C-160 Transall mit MEDEVAC-Ausrüstung des Lufttransportgeschwaders 63 aus Hohn und des Lufttransportgeschwaders 62 aus Wunstorf zusammen mit Fachärzten. Am 17. Oktober wurde der deutsche Einsatzverband der INTERFET unterstellt. Der erste Einsatz fand am 21. Oktober 1999 statt, als verletzte INTERFET-Soldaten und ein ziviler UN-Mitarbeiter aus Dili evakuiert wurden.
Am 20. Mai 2002 wurde Osttimor von den Vereinten Nationen in die Unabhängigkeit entlassen. Seither bestehen diplomatische Beziehungen zwischen Deutschland und Osttimor. Seit einem ersten Besuch im November 2002 kam der damalige Außenminister und spätere osttimoresische Präsident José Ramos-Horta mehrmals nach Deutschland zu Besuch. 2004 war Präsident Xanana Gusmão hier zu Gast, zuletzt 2012 als Premierminister. Am 11. Februar 2005 besuchte Joschka Fischer als erster EU-Außenminister Osttimor.

## Diplomatie

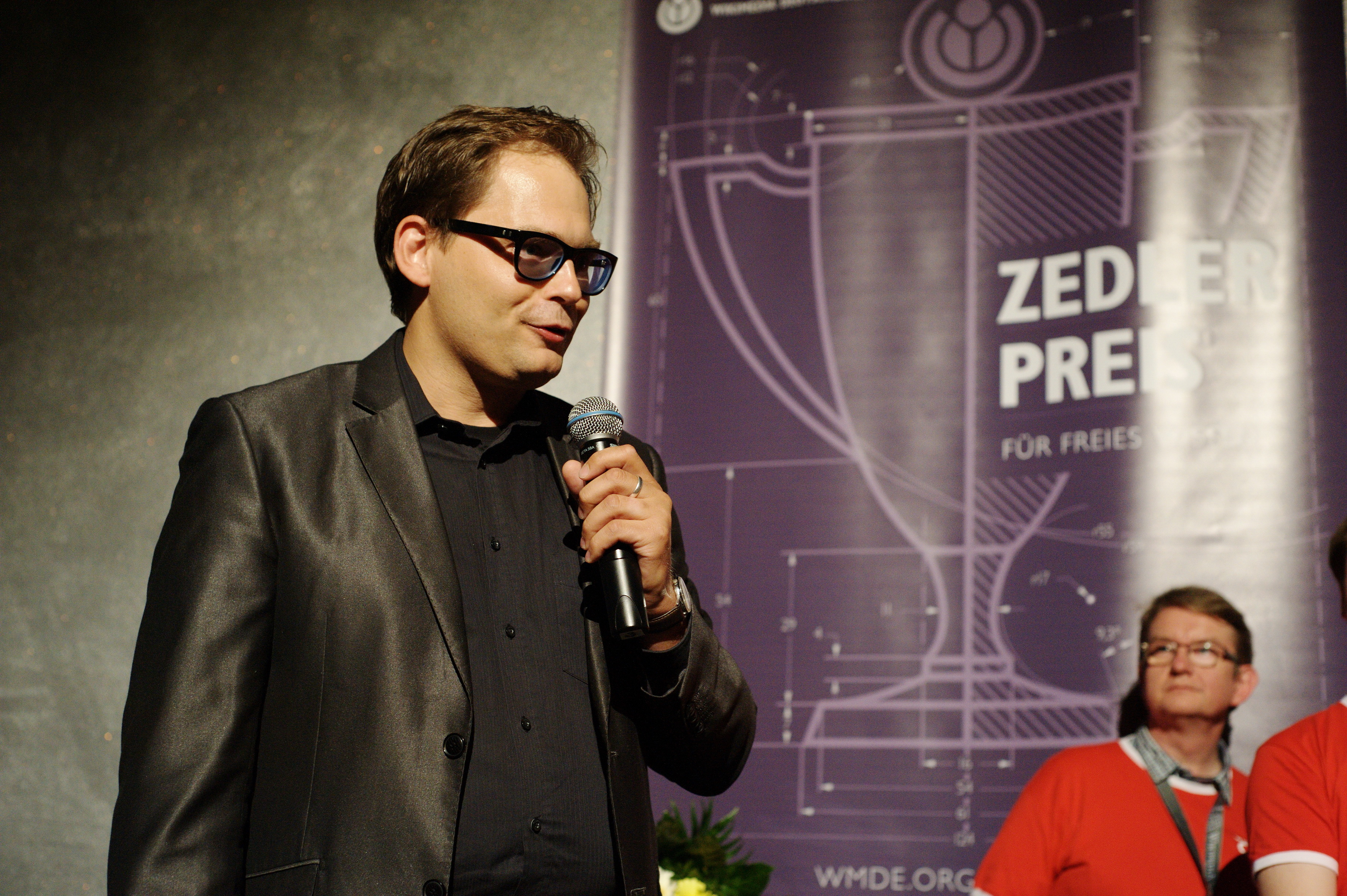
Peter Badge (2013, mit Mikro), Honorarkonsul Osttimors in Berlin

Die Bundesrepublik unterhält in Osttimor keine eigene Botschaft und ist dort über die Deutsche Botschaft Jakarta in Indonesien vertreten. Seit 2023 hat Deutschland ein Honorarkonsulat in Dili.
Osttimor unterhält keine eigene Botschaft in Deutschland und ist hier über seine Vertretung in Brüssel vertreten.
In Berlin besteht ein osttimoresisches Honorarkonsulat. Honorarkonsul ist seit dem 26. September 2011 Peter Badge.

## Wirtschaft
Ein 2005 geschlossener Investitionsförderungs- und -schutzvertrag (IFV) zwischen Deutschland und Osttimor wartet noch auf seine Ratifizierung (Stand November 2017).
2018 registrierte das Statistische Amt Osttimors Importe aus Deutschland im Wert von 435.000 US-Dollar (2016: 362.000 US-Dollar), womit Deutschland auf Platz 26 (2016: Platz 27) aller Importeure Osttimors steht. Darunter finden sich unter anderem Traktoren für 146.080 US-Dollar. Lange Zeit war Deutschland neben den Vereinigten Staaten der größte Abnehmer für osttimoresischen Kaffee. 2018 liegt Deutschland nur noch auf Platz 3 der Kaffeeabnehmer hinter den USA und Kanada. 2018 waren es 937.200 kg Kaffee für 2.198.372 US-Dollar (2016: 2.587.190 kg für 3.883.000 US-Dollar). Damit befindet sich Deutschland bei den Gesamtexporten Osttimors noch hinter Indonesien auf Platz 4. Zudem gab es von Osttimor nach Deutschland Reexporte in Höhe von 52.000 US-Dollar (Platz 11).

## Entwicklungshilfe

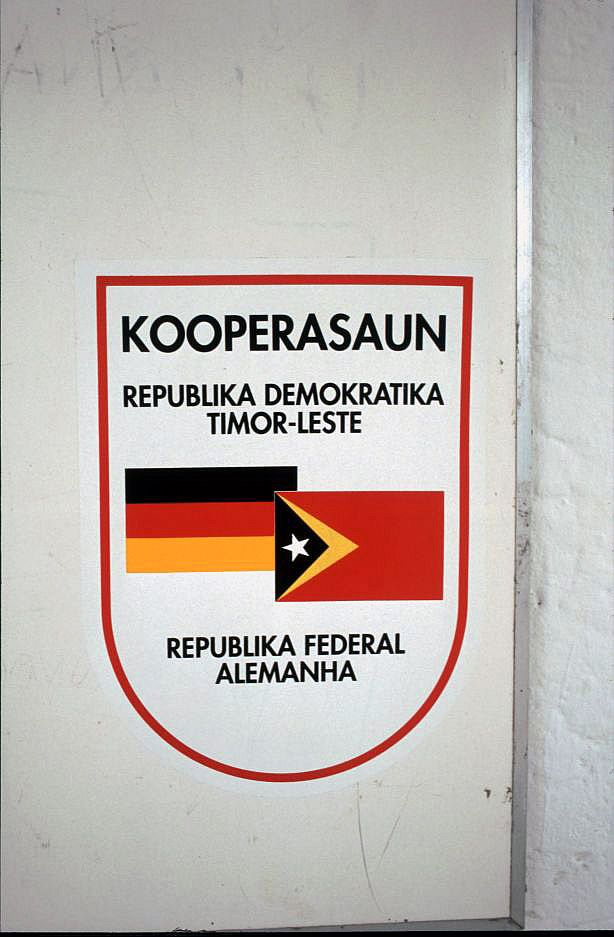
Emblem der deutsch-osttimoresischen Kooperation am Haus der GTZ in Viqueque

Osttimor ist seit 1999 Empfänger von deutscher Entwicklungshilfe und -zusammenarbeit, besonders in den Bereichen Förderung des Friedens und der Entwicklung insbesondere des ländlichen Raums. Bisher gingen Güter und Leistungen im Wert von etwa 56 Millionen Euro an Osttimor. Während der ersten Zeit der Übergangsverwaltung der Vereinten Nationen für Osttimor betrieb Deutschland Nahrungsmittel-, Not- und Flüchtlingshilfe und die Trinkwasserversorgung in den östlichen Distrikten. Später halfen deutsche Experten beim Aufbau eines Meldewesens und der Ausstellung von Personalausweisen. Deutsche Unterstützung gab es auch bei der Herausgabe des Abschlussberichtes „Chega!“ der Wahrheits- und Aussöhnungskommission (CAVR). Der Aussöhnung mit der ehemaligen Besatzungsmacht dient auch die Hilfe für Staatsbedienstete Osttimors beim Studium in Indonesien.
Weiter wird Osttimor beim Aufbau und Betrieb der Landwirtschaft, Gemeinschaftsinitiativen in Dörfern und Wassereinzugs- und Forstgebieten beraten. Seit 2012 wird das Projekt maßgeblich aus EU-Mitteln gefördert. 2016 kam, auch mit finanzieller Unterstützung der Europäischen Union, das Projekt „Nachhaltige Nutzung der Agro-Biodiversität zur Existenzsicherung“ dazu. Der Friedenssicherung dient die Aufbauhilfe bei staatlichen Strukturen zur Jugendbetreuung, gewaltfreien Konfliktbewältigung und dutzender Einzelprojekte für Jugendliche.

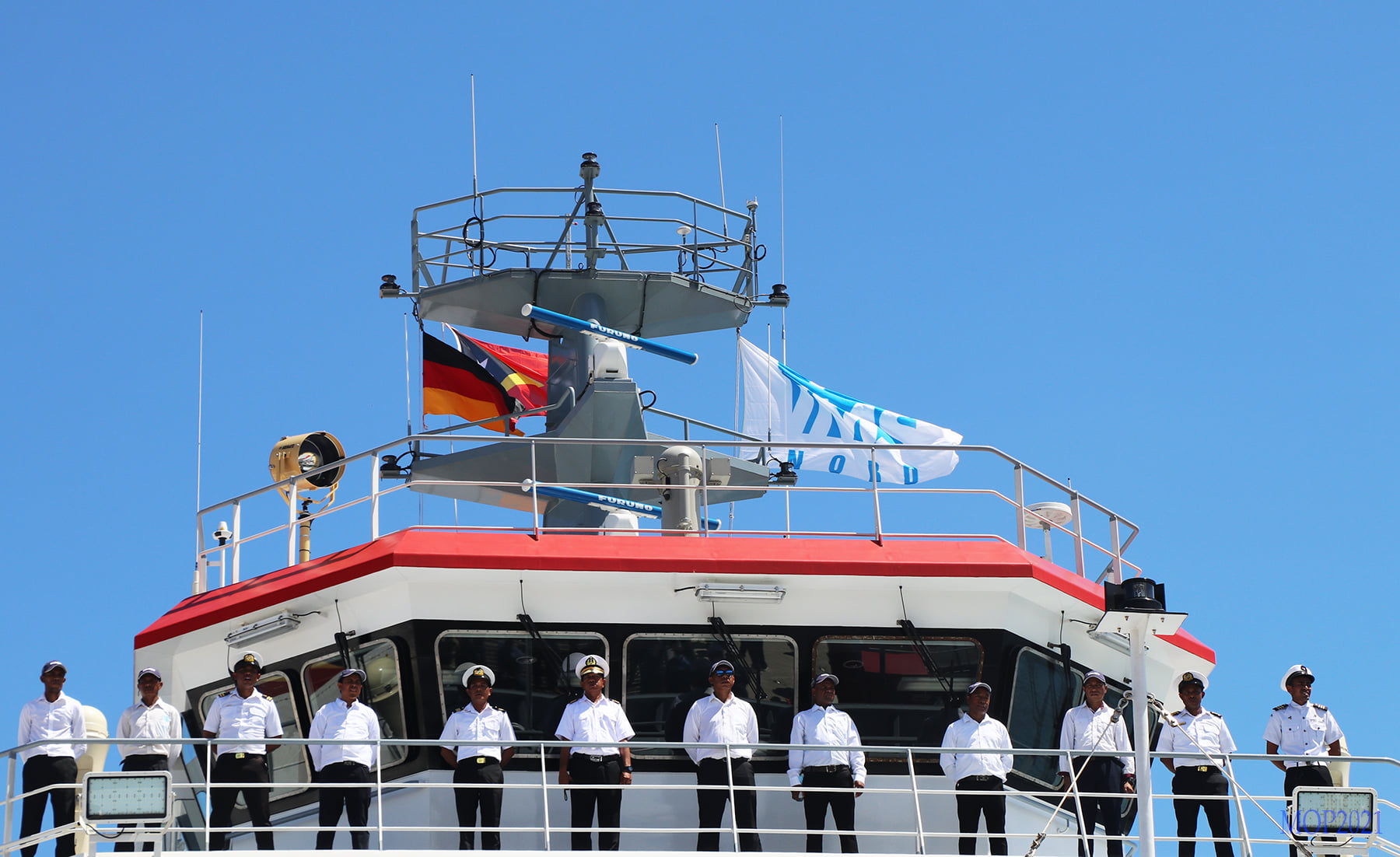
Die Berlin-Ramelau bei der Übergabe mit den Flaggen Deutschlands und Osttimors

2007 wurde die osttimoresische Fähre Berlin Nakroma zusammen mit Schiffswartungs- und -reparaturanlagen durch Deutschland finanziert. Von der Berlin-Ramelau, der Nachfolgerin von 2021, übernahm Deutschland wieder mehr als die Hälfte der Kosten. Das Schiff bedient als einziges den Linienverkehr zwischen der Landeshauptstadt Dili, der Insel Atauro und der Exklave Oe-Cusse Ambeno. Auch bei der Schaffung der institutionellen Voraussetzungen für eine maritime Gesetzgebung und die Beachtung internationaler Standards im Seeverkehrswesen half Deutschland. Bei den Regierungsgesprächen im März 2013 wurde der Bau einer weiteren Fähre mit deutscher Unterstützung beschlossen. 2016 neue Wegweiser und Informationstafeln im Nationalpark Nino Konis Santana. Für den Zeitraum von 2018 bis 2022 sagte Deutschland Osttimor weitere Hilfen im Bereich Jugend und Landwirtschaft in Höhe von 7,4 Millionen Euro zu.
Bei „Ai ba Futuru“ finanzieren die Europäische Union und Deutschland ein Partnerschaftsprogramm für nachhaltige Landwirtschaft. Davon wurden zum Beispiel in Venilale tausende Bäume gepflanzt.

## Einreisebestimmungen
Staatsbürger Osttimors sind von der Visapflicht für die Europäische Union befreit. Auch Deutsche können nach Osttimor visafrei einreisen.